# Tilemakhos Karakalos
Tilemakhos Karakalos (græsk: Τηλέμαχος Καράκαλος; født 1866 eller 1868, død 15. juni 1951) var en græsk fægter, som deltog i de første moderne olympiske lege i Athen i 1896.
Karakalos stillede op i sabel ved OL. Der var fem deltagere i konkurrencen, og Karakalos vandt tre kampe og tabte en, mod sin landsmand Ioannis Georgiadis som blev olympisk mester. Karakalos blev toer, mens danske Holger Nielsen blev nummer tre.